# DN6
De DN6 (Drum Național 6 of Nationale weg 6) is een weg in Roemenië. Hij loopt van Boekarest via Alexandria, Caracal, Craiova, Drobeta-Turnu Severin, Caransebeș, Lugoj, Timișoara, Sânnicolau Mare en Cenad naar Hongarije. De weg is 639 kilometer lang.

## Europese wegen
De volgende Europese wegen lopen met de DN6 mee:
- Boekarest - Timișoara
- Craiova - Filiași